# Télécommunications en Tunisie
Les télécommunications en Tunisie et leurs infrastructures sont largement développées. Le réseau téléphonique compte environ huit millions d'abonnés en 2007 dont sept millions d'abonnés mobiles. Environ 12,5 % de la population a accès à Internet en février 2007. En 2024, le nombre d'abonnés au téléphone mobile est de 14,875 millions, tandis que les abonnés au téléphone fixe sont au nombre de 1,927 million.
À partir de 1999, le gouvernement s'est fixé comme objectif de donner aux Tunisiens l'accès à des services de télécommunications performants sur le plan de la qualité et du coût. À cet effet, le Xe plan de développement économique a prévu des investissements de 2,8 milliards de dinars dans ce secteur. Les principales mesures ont concerné la modernisation et le développement de l'infrastructure, l'amélioration de la couverture et de la qualité des réseaux téléphoniques ou l'amélioration de la capacité d'accès à Internet. En 2005, 660 millions de dinars (dont 199 millions de la part du secteur privé) sont dépensés dans le but de créer 140 000 nouvelles lignes de téléphonie fixe, en renforcement du million et demi de lignes existantes, et d'étendre le réseau GSM pour atteindre 4,7 millions d'abonnés. Il est également prévu de renforcer le réseau ADSL, d'améliorer et de sécuriser le trafic et de diversifier les débits terrestres et maritimes ainsi que ceux reliés par satellite. Un ensemble d'actions et de mesures sont également arrêtées concernant la mise en place de l'administration électronique, le soutien au secteur privé pour investir dans le domaine de l'informatique, la promotion de l'industrie des logiciels et la diffusion de la culture numérique à grande échelle.
En 2015, le taux de pénétration du mobile en Tunisie atteint 145 %.

## Téléphonie
La Tunisie dispose d'une infrastructure de télécommunications développée, avec un taux de pénétration de la téléphonie mobile de 76 % en 2007. Ce secteur a fait preuve d'une croissance exceptionnelle après les licences accordées à deux nouveaux opérateurs, Tunisiana en 2002 et Orange Tunisie en 2009.
Le réseau d'accès se compose principalement de paires de cuivre. À partir de 2010, des investissements importants sont consacrés pour l'introduction de la fibre optique au niveau de la boucle locale : FTTx, FTTB et FTTH. Le réseau de transmission est principalement composé de liaisons en fibre optique et de liaisons en faisceaux hertziens de type SDH et IP. Le réseau international est composé de cinq câbles sous-marins, de stations terrestres satellitaires (Intelsat et Arabsat), de câbles coaxiaux et relais radio micro-ondes avec l'Algérie et la Libye — la Tunisie participe au réseau Medarabtel — et deux passerelles de commutation numérique vers l'international.
Parallèlement, la Tunisie a entrepris l'ouverture de ce secteur à la concurrence en application de ses engagements vis-à-vis de l'Accord général sur le commerce des services et en préparation aux négociations en cours à l'OMC. Dans ce contexte, plusieurs actions importantes ont été entreprises pour actualiser le cadre règlementaire. L'opérateur historique, Tunisie Télécom, reste longtemps le seul fournisseur de la plupart des services de base, notamment de la téléphonie fixe. L'ouverture de 35 % de son capital a lieu à la fin 2005 au profit de TeCom Dig (Dubaï) pour un montant de 3,05 milliards de dinars, ce qui dépasse l'ensemble des recettes de privatisations encaissées par l'État tunisien dès 1987. Trois opérateurs se partagent par ailleurs le marché de la téléphonie mobile : Tunisie Télécom, Ooredoo — qui a acquis sa licence pour 680 millions de dinars — et Orange Tunisie. Selon les autorités, Orascom possède plus d'un million d'abonnés en 2005.
En mars 2016, les trois opérateurs commencent la commercialisation de la 4G, utilisée principalement pour la connexion à Internet. En 2024, la Tunisie compte environ 14,875 millions d'abonnements mobiles, soit un taux de pénétration de 119,8 %.
En janvier 2025, Ooredoo détient 42,9 % du marché mobile, faisant un progrès continu depuis 2023. Tunisie Télécom suit avec 30,4 %, tandis qu'Orange Tunisie maintient 26,5 %, illustrant une certaine stabilité malgré le dynamisme du marché.
En février 2025, les trois principaux opérateurs lancent les services 5G, offrant des débits nettement supérieurs à ceux de la 4G et ouvrant des usages avancés comme l'Internet des objets.

## Internet
L'Agence tunisienne d'Internet gère le réseau web au niveau national et le domaine de premier niveau national : .tn. On recense douze fournisseurs d'accès (sept publics et cinq privés). Il existe par ailleurs 234 « publinets » (accès publics à Internet) répartis sur l'ensemble du territoire. La connexion ADSL est commercialisée depuis mai 2002 mais a du mal à décoller à cause de tarifs jugés trop élevés : seuls 114 166 abonnements ont été conclus à la fin 2007. De plus, le commerce électronique est quasiment inexistant, notamment en raison d'un problème de moyens de paiement en ligne sécurisé, tout comme la téléphonie IP.
La Tunisie a accueilli, en novembre 2005, la deuxième phase du Sommet mondial sur la société de l'information (SMSI), organisé par l'UIT, accédant ainsi à une visibilité et à une notoriété internationale. Selon le gouvernement tunisien, les technologies de l'information et de la communication (TIC) constituent un « outil formidable pour la croissance économique » et un impératif d'adapter les systèmes éducatifs aux possibilités offertes par ces technologies.
La formation en ligne et le commerce électronique sont des secteurs prometteurs dans lesquels le gouvernement est à la quête de partenariats et d'investissements. Durant les quinze dernières années, beaucoup d'efforts sont déployés pour l'investissement dans les TIC et Internet. L'infrastructure physique est modernisée. Mais, en dépit du choix de placer le développement dans les TIC en tant que priorité par le gouvernement, la Tunisie reste en retard par rapport à d'autres pays en voie de développement au Moyen-Orient et en Afrique du Nord. En juillet 2004, la Banque mondiale approuve l'attribution d'un prêt de treize millions de dollars au gouvernement tunisien pour accompagner les efforts du pays dans l'accélération des réformes touchant le secteur.

## Connexion au réseau mondial
Pour s'interconnecter au réseau Internet et téléphonique mondial, la Tunisie s'appuie sur plusieurs dessertes de câbles sous-marins en fibre optique :
- Câble SEA-ME-WE 4, mis en place en 2005 et géré par un consortium de seize opérateurs nationaux parmi lesquels Tunisie Télécom, interconnecte entre autres les stations terrestres de Bizerte et Marseille ;
- Câble KELTRA-2, mis en place en 2007 et co-géré par Sparkle TI et Tunisie Télécom[14], interconnecte les deux stations terrestres de Kélibia et Trapani avec une capacité de transfert de deux fois dix gigabit par seconde (mutualisé entre les deux opérateurs) ;
- Câble HANNIBAL, long de 170 kilomètres entre les stations terrestres de Kélibia et Trapani et d'une capacité de 3,2 térabits par seconde[15], est le premier câble 100 % tunisien appartenant à Tunisie Télécom et mis en place par l'opérateur Interoute en 2009 ;
- Câble Didon, exploité conjointement par Orange Tunisie et Ooredoo à la suite de la signature d'un contrat de partenariat avec Interoute en mai 2013[16] et reliant les villes de Mazara del Vallo et Kélibia est entrée en exploitation le 18 septembre 2014[17] ; le débit théorique du câble peut aller jusqu'à 18 térabits par seconde[18].
- Câble Ifriqiya, mis en place en mars 2024 et exploité par Ooredoo, dispose d'une capacité de 200 gigabit par seconde et relie la Tunisie à la route principale du câble PEACE (Pakistan & East Africa Connecting Europe), reliant Marseille à Abou Talaat en Égypte[19].

## Aspects économiques
Le secteur tunisien des télécommunications joue un rôle central dans l'économie nationale, avec un chiffre d'affaires cumulé ayant atteint environ 3,6 milliards de dinars en 2022, traduisant une croissance soutenue du secteur. En 2013, il contribue pour 3,66 % au produit intérieur brut de la Tunisie. L'essentiel du chiffre d'affaires provient de la data fixe et mobile, qui représente 62 % du total. Ces revenus sont en forte progression, avec la data fixe en hausse de 27 % sur un an et la data mobile en augmentation de 35 %, atteignant respectivement 109 millions de dinars et 75,5 millions de dinars au troisième trimestre 2023.
Au premier semestre 2025, le secteur génère 1,915 milliard de dinars, contre 1,835 milliard de dinars au premier semestre 2023.

## Nouvelles technologies
Le pays tente également de développer le secteur des nouvelles technologies. Le pôle d'El Ghazala, dans la banlieue de Tunis, accueille déjà quelques poids lourds du secteur (Alcatel, Ericsson ou STMicroelectronics) convaincus de la compétitivité des ingénieurs tunisiens. En effet, à compétence égale, leur salaire est deux fois moins élevé que celui d'un ingénieur français. Les exportations de services de centres d'appel connaissent également un développement important : il existe actuellement plus de sept centres à participation étrangère, dont six sont totalement exportateurs, qui emploient au total plus de 1 100 personnes. Les facteurs techniques spécifiques à la Tunisie comprennent le nombre élevé d'agents qualifiés, la maîtrise de la langue française et le coût compétitif de sa main d'œuvre par rapport à celle des pays concurrents.

## Radio et télévision
- Stations de radio diffusion : sept radios AM, vingt radios FM et deux radios émettant sur les ondes courtes (1998) ;
- Stations de diffusion TV : 26 stations de télévision et 76 stations de rediffusion (1995).

On compte, en 1997, 2,06 million de postes de radio et 920 000 postes de télévision.